# Supercoppa UEFA 1989
La Supercoppa UEFA 1989 è stata la quattordicesima edizione della Supercoppa UEFA.
Si è svolta il 23 novembre e il 7 dicembre 1989 in gara di andata e ritorno tra la squadra vincitrice della Coppa dei Campioni 1988-1989, ovvero gli italiani del Milan, e la squadra vincitrice della Coppa delle Coppe 1988-1989, ossia gli spagnoli del Barcellona.
A conquistare il titolo è stato il Milan che ha pareggiato la gara di andata a Barcellona per 1-1 e ha vinto la gara di ritorno a Milano per 1-0. Per i rossoneri si è trattato del primo successo nella manifestazione. 

## Partecipanti
| Squadre    | Qualificazione                                | Partecipazioni precedenti (il grassetto indica la vittoria) |
| ---------- | --------------------------------------------- | ----------------------------------------------------------- |
| Milan      | Vincitrice della Coppa dei Campioni 1988-1989 | 1 (1973)                                                    |
| Barcellona | Vincitrice della Coppa delle Coppe 1988-1989  | 2 (1979, 1982)                                              |

## Tabellini

### Andata
| Arbitro: | Joël Quiniou |

|          |           |                       |
| Amor 67’ | Marcatori | 44’ (rig.) van Basten |

| Barcellona | Milan |

| Barcellona (3-4-3) |    |                        |     |     |
|                    |    |                        |     |     |
| P                  | 1  | Andoni Zubizarreta (c) |     |     |
| D                  | 2  | Aloísio                |     |     |
| D                  | 3  | Ricardo Serna          |     |     |
| D                  | 4  | Ronald Koeman          | 68’ |     |
| C                  | 5  | Luis Milla             |     |     |
| C                  | 6  | José Mari Bakero       |     |     |
| A                  | 7  | Julio Salinas          |     | 65’ |
| C                  | 8  | Eusebio Sacristán      |     |     |
| A                  | 9  | Michael Laudrup        |     |     |
| C                  | 10 | Guillermo Amor         | 71’ | 75’ |
| A                  | 11 | Txiki Begiristain      |     |     |
| A disposizione:    |    |                        |     |     |
| D                  | 12 | José Ramón Alexanko    |     |     |
| P                  | 13 | Juan Carlos Unzué      |     |     |
| D                  | 14 | Miquel Soler           |     |     |
| A                  | 15 | Onésimo                |     | 75’ |
| C                  | 16 | Roberto                |     | 65’ |
| Allenatore:        |    |                        |     |     |
| Johan Cruijff      |    |                        |     |     |

| Milan (4-4-2)   |    |                       |     |     |
|                 |    |                       |     |     |
| P               | 1  | Giovanni Galli        |     |     |
| D               | 2  | Stefano Salvatori     | 48’ |     |
| D               | 3  | Paolo Maldini         |     |     |
| C               | 4  | Diego Fuser           |     |     |
| D               | 5  | Mauro Tassotti (c)    |     |     |
| D               | 6  | Alessandro Costacurta | 77’ |     |
| C               | 7  | Roberto Donadoni      |     | 84’ |
| C               | 8  | Frank Rijkaard        |     |     |
| A               | 9  | Marco van Basten      |     |     |
| C               | 10 | Alberico Evani        |     |     |
| A               | 11 | Daniele Massaro       |     | 88’ |
| A disposizione: |    |                       |     |     |
| P               | 12 | Andrea Pazzagli       |     |     |
| C               | 13 | Christian Lantignotti |     |     |
| C               | 14 | Demetrio Albertini    |     |     |
| C               | 15 | Giovanni Stroppa      |     | 84’ |
| A               | 16 | Marco Simone          |     | 88’ |
| Allenatore:     |    |                       |     |     |
| Arrigo Sacchi   |    |                       |     |     |

### Ritorno
| Arbitro: | Helmut Kohl |

|           |           |  |
| Evani 55’ | Marcatori |  |

| Milan | Barcellona |

| Milan (4-4-2)   |    |                       |     |     |
|                 |    |                       |     |     |
| P               | 1  | Giovanni Galli        |     |     |
| TD              | 2  | Stefano Carobbi       |     |     |
| TS              | 3  | Paolo Maldini         |     |     |
| CLD             | 4  | Diego Fuser           |     |     |
| DC              | 5  | Mauro Tassotti (c)    | 83’ |     |
| DC              | 6  | Alessandro Costacurta |     |     |
| CC              | 7  | Roberto Donadoni      |     |     |
| CC              | 8  | Frank Rijkaard        |     |     |
| ATT             | 9  | Marco van Basten      |     |     |
| CLS             | 10 | Alberico Evani        |     |     |
| ATT             | 11 | Daniele Massaro       |     | 65’ |
| A disposizione: |    |                       |     |     |
| P               | 12 | Andrea Pazzagli       |     |     |
| D               | 13 | Stefano Salvatori     |     |     |
| C               | 14 | Angelo Colombo        |     |     |
| C               | 15 | Giovanni Stroppa      |     |     |
| A               | 16 | Marco Simone          |     | 65’ |
| Allenatore:     |    |                       |     |     |
| Arrigo Sacchi   |    |                       |     |     |

| Barcellona (4-3-3) |    |                          |     |     |
|                    |    |                          |     |     |
| P                  | 1  | Andoni Zubizarreta       |     |     |
| D                  | 2  | Luis María López Rekarte |     | 74’ |
| D                  | 3  | José Ramón Alexanko (c)  | 85’ |     |
| D                  | 4  | Luis Milla               |     |     |
| D                  | 5  | Ricardo Serna            |     |     |
| C                  | 6  | José Mari Bakero         |     |     |
| C                  | 7  | Jordi Roura              |     | 10’ |
| A                  | 8  | Eusebio Sacristán        | 54’ |     |
| A                  | 9  | Julio Salinas            |     |     |
| C                  | 10 | Roberto                  |     |     |
| A                  | 11 | Txiki Begiristain        |     |     |
| A disposizione:    |    |                          |     |     |
| D                  | 12 | Urbano Ortega            |     |     |
| P                  | 13 | Juan Carlos Unzué        |     |     |
| D                  | 14 | Miquel Soler             |     | 10’ |
| C                  | 15 | Julio Alberto            |     |     |
| A                  | 16 | Onésimo                  |     | 74’ |
| Allenatore:        |    |                          |     |     |
| Johan Cruijff      |    |                          |     |     |